# Zhang Yanmei
Zhang Yanmei (cinese: 张艳梅,; 26 ottobre 1970) è un'ex pattinatrice di short track cinese.

## Palmarès

### Olimpiadi
- 1 medaglia:
  - 1 argento (500 m a Lillehammer 1994).

### Giochi asiatici invernali
- 4 medaglie:
  - 2 ori (3000 m e staffetta 3000 m a Sapporo 1990).
  - 2 argenti (500 m e 1500 m a Sapporo 1990).